# Hans von Specht

Das Wappen der Familie von Specht

Heinrich Karl Rudolf Hans von Specht (* 2. Januar 1825 in Braunschweig, Niedersachsen; † 26. Dezember 1913 auf Farm Spring Branch, Harris County nahe San Antonio, Texas, USA) war zunächst herzoglich braunschweigischer Offizier, ab 1844 in den USA war er Farmer, Fuhrmann und Postmeister.

## Familie
Specht entstammte dem alten niedersächsischen Adelsgeschlecht Specht und war der Sohn des Gutsbesitzers und herzoglich braunschweigischen Kammerherrn und Oberst Wilhelm von Specht (1795–1869), Herr auf Gut Heybütten, und der Elise (Lisette) Scherenberg (1792–1864).
Er heiratete am 18. Januar 1853 in New Braunfels (Texas, USA) die Waise Lisette Schmidt (* 8. September 1833 in Koblenz; † 22. Januar 1924 in Spring Branch, Harris County bei San Antonio, Texas, USA). Das Ehepaar hatte zehn Kinder, darunter als ältestes Kind der Sohn Wilhelm von Specht (1851–1940), der sich als Farmer und Postmeister schlicht William Specht nannte.
Hans von Spechts Onkel (jüngerer Bruder seines Vaters) war der kurfürstlich hessische Generalmajor und königlich preußische Generalleutnant Friedrich von Specht (1803–1879).

## Leben
Specht war Offizier in einem herzoglich braunschweigischen Husaren-Regiment. Im Jahr 1844 verließ er als 19-Jähriger seine Heimat und ging mit Carl Prinz zu Solms-Braunfels (genannt „Texas-Carl“, Gründer der Stadt New Braunfels) nach Texas in die USA (siehe: Mainzer Adelsverein).
Am Honey Creek baute er sich am Ufer des Guadalupe Rivers eine kleine Farm auf und verdiente sich seinen zusätzlichen Lebensunterhalt als Fuhrmann mit dem Transport von Bauholz per Ochsenwagen vom Sägewerk in Curry’s Creek nach New Braunfels.
Im Waisenhaus von New Wied, nur 5 km von New Braunfels entfernt und benannt nach Hermann Fürst zu Wied (Mitglied des Mainzer Adelsvereins), traf er auf das Waisenkind Lisette Schmidt, die er im Januar 1853 heiratete. Eine Epidemie hatte im Jahr 1846 in New Braunfels über 300 Siedler getötet; innerhalb von drei Tagen auch die Eltern der damals 13-jährigen Lisette und ihrer Schwester.
Die große Flut am Guadalupe River von 1869 vernichtete seinen Grundbesitz am Honey Creek vollständig und so zog die Familie auf einen Hügel nahe Spring Branch und baute sich dort eine neue Farm auf. In Spring Branch arbeitete Specht ab 15. Februar 1875 noch zusätzlich als Postmeister, bis ihn am 14. September 1906 sein Sohn William in dieser Position für ein Jahr ablöste – bis zur endgültigen Übergabe an Charles Knibbe im Jahr 1907.